# Luis Oscar Jiménez Herrera
Luis Oscar Jiménez Herrera (n. 1983, Victoria de Durango, Durango) es un asesino en serie mexicano activo entre 2013 y 2016, principalmente en el estado de  Nuevo León, se cree mató a 16 mujeres en este periodo,En 2018 fue condenado a 123 años en prisión. Popularmente fue apodado como "el Asesino del tinaco".

## Antecedentes
Luis Oscar Jiménez nació en Durango por el año 1983, Durango, dentro de una familia disfuncional, su padre solía maltratar a su madre, él creció guardando un profundo desprecio por las mujeres. Según fuentes extraoficiales habría sido víctima de abuso sexual durante su infancia. Habría servido en el ejército mexicano y para el momento de su detención ya tenía antecedentes penales por delitos menores en el estado de Tamaulipas.

## Crímenes

### Asesinato de María Atino García.
El 30 de octubre de 2010, en Ciudad Valles, San Luis Potosí, aparece el cadáver de María Atino García Martínez, una mujer de 29 años, originaria de Aquismón, San Luis Potosí, estaba dentro de un tinaco vacío en la azotea de una mueblería, habría sido estrangulada hasta el punto que tenía las cervicales rotas.
En aquella ocasión Luis Oscar fue detenido y presentado como sospechoso del asesinato, él estaba de vacaciones en compañía de una mujer llamada Gloria Martínez quien se habría identificado como su esposa, estuvieron hospedados en el Hotel San Cosmé. Supuestamente la alegada esposa de Luis Oscar lo abandonó (evento que pudo ser el factor estresante que lo llevaría a matar), la noche del 29 de octubre se encontró con María Atino quien según sus declaraciones le ofreció sostener relaciones sexuales a cambio de dinero, él acepta haberse acostado con ella pero negó haberla asesinado, y según declaraciones de la recepcionista del hotel, ella se retiró del hotel esa noche. Luis Oscar terminó siendo liberado.

### Asesinatos en serie.
El resto de los asesinatos imputados a Luis Oscar Jiménez iniciaron en 2013, en Nuevo León. Su modus operandi consistía en ganarse la confianza de sus víctimas, tras lo cual las llevaba a hoteles de paso donde sostenían relaciones sexuales con ellas, era cuando ellas querían irse que Jiménez se enfurecía y las agredía, solía incapacitarlas golpeándolas y en cada caso terminó estrangúlandolas.
Su última víctima conocida fue una mujer de 46 años, llamada Rosa Griselda Alvarado Flores, residente de Apodaca, Nuevo León. El cuerpo de Alvarado fue encontrado maniatado en un hotel del centro de Monterrey, el 6 de mayo de 2016, presentaba golpes en el rostro. Según declaraciones de Jiménez ella le habría cobrado 200 pesos por sostener relaciones sexuales, convivieron por cerca de una hora, tiempo tras el cual ella decidió marcharse, comenzaron a discutir por ello y él comenzó a golpearla hasta dejarla inconsciente, la estranguló hasta matarla y una vez muerta fue que la ató de manos y pies.